# Anapalé
Se llamaba anapalé a una danza antigua de los lacedemonios que ejecutaban los niños enteramente desnudos. 
Era un ejercicio gimnástico, una especie de lucha más que una danza. Todas las de los lacedemonios tenían por objeto dar al cuerpo fuerza y flexibilidad de modo que pudiera decirse que entre ellos se hacía el preludio de los combates. 